# Heliophanus
Heliophanus é um gênero de aranhas da família Salticidae (aranhas saltadoras). A maioria das quase 170 espécies descritas ocorre na África, com muitas outras encontradas na região paleártica da Europa ao Japão.